# Beremend
Beremend (em alemão:   Behrend) é uma vila da Hungria, situada no condado de Baranya. Tem 48,26 km² de área e sua população em 2019 foi estimada em 2.306 habitantes.